# دانشکده پزشکی کاشان
دانشکده پزشکی دانشگاه علوم پزشکی کاشان یکی از دانشکده‌های پزشکی ایران وابسته به دانشگاه علوم پزشکی کاشان در کاشان است. این دانشکده در سال ۱۳۶۵ بنیانگذاری شد و دارای ۷ بیمارستان آموزشی است.

## تاریخچه
دانشکده پزشکی کاشان در سال ۱۳۶۵ بنیانگذاری شد. هم‌اکنون این دانشکده دارای ۱۵۷۰ نفر دانشجوست و ریاست آن را دکتر داوود آقادوست برعهده دارد.